# Nothofagus fusca
Nothofagus fusca là một loài thực vật có hoa trong họ Nothofagaceae. Loài này được (Hook.f.) Oerst. mô tả khoa học đầu tiên năm 1873.
Đây là loài đặc hữu của New Zealand, nơi loài này mọc trên cả hai đảo Bắc và đảo Nam. Nói chung loài cây này được tìm thấy trên những ngọn đồi thấp và tầng thung lũng nội địa nơi đất màu mỡ và thoát nước tốt. Tên khoa học là Nothofagus fusca trước năm 2013. 
Đây là một cây thường xanh cỡ trung bình cao đến 35 m. Các lá được sắp xếp xen kẽ, hình trứng rộng, dài 2–4 cm và rộng 1,5–3 cm, lề rất đặc trưng hai răng với mỗi thùy mang hai hàm răng. 
Phấn hoa từ cây được tìm thấy gần bán đảo Nam Cực cho thấy loài này trước đây đã mọc ở Nam Cực từ thời kỳ Eocene. 

## Hình ảnh

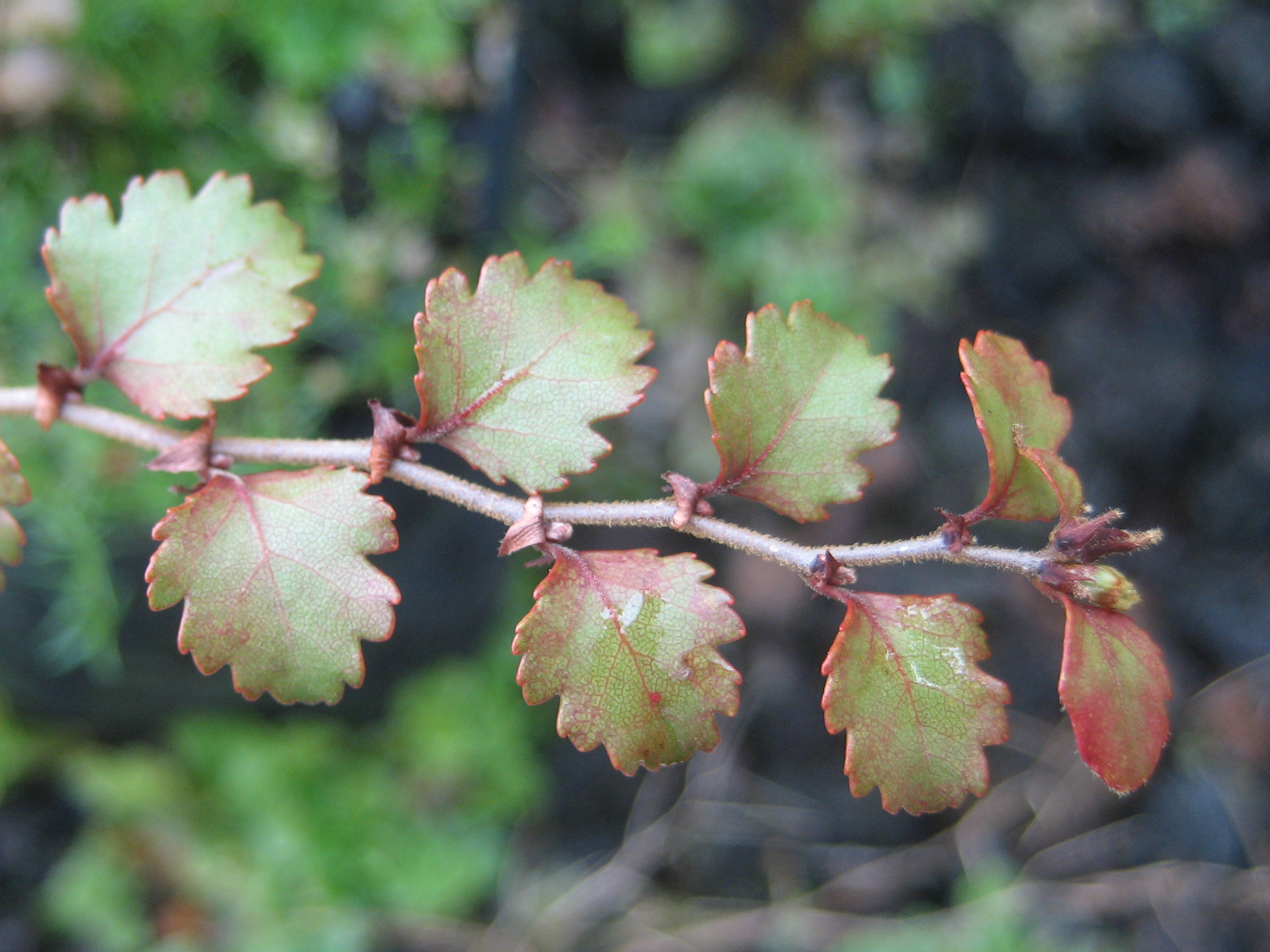
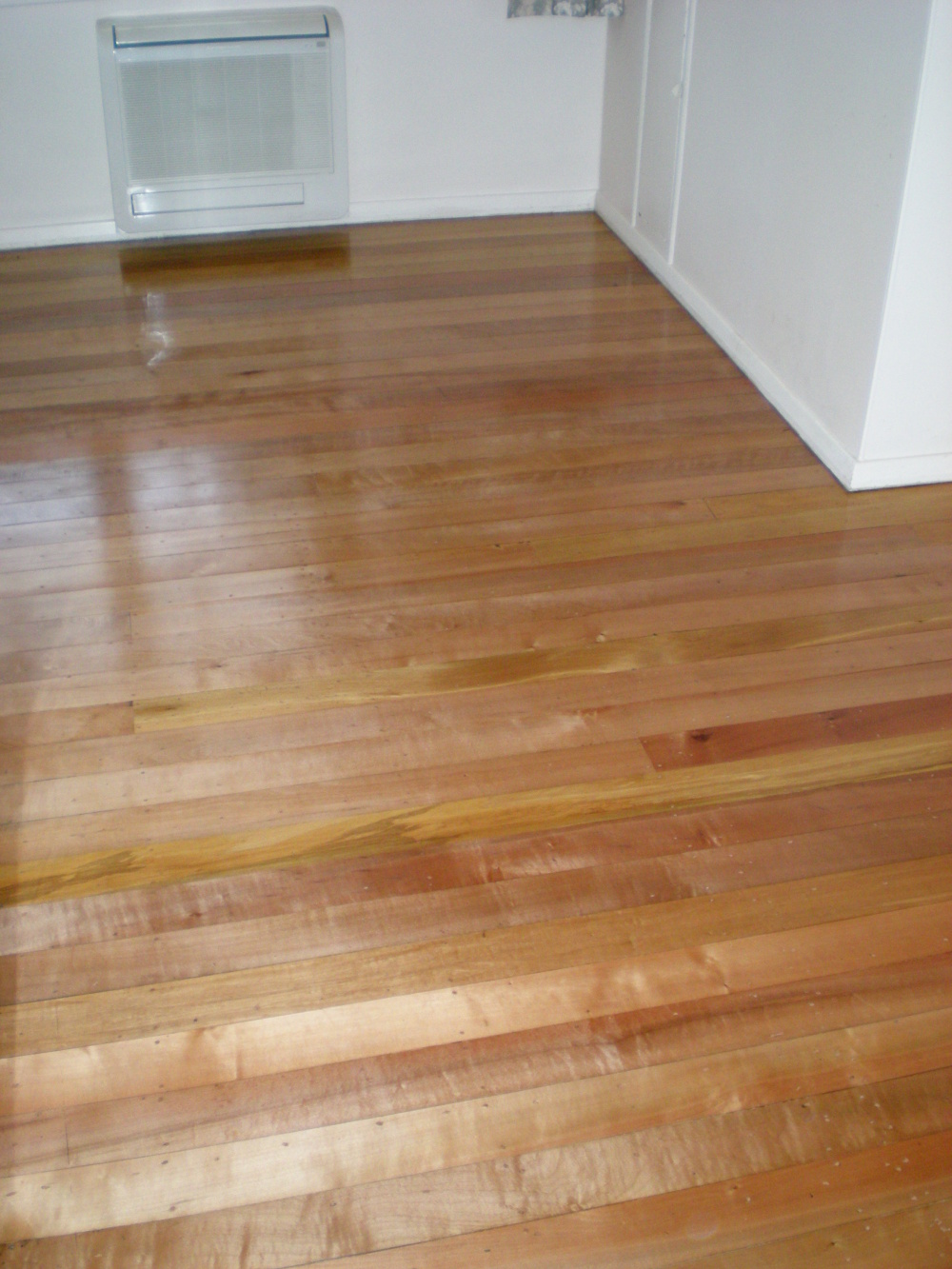